# Oratoire de la Pureté
L'oratoire de la Pureté est un édifice religieux d'Udine, capitale de la région historique et géographique du Frioul en Italie, située dans la région autonome du Frioul-Vénétie Julienne.

## Histoire
Situé à droite de la cathédrale d'Udine, l'oratoire est construit en 1757 à la demande du cardinal Daniele Delfino, qui fait acheter et démolir l'ancien théâtre appartenant à la famille Mantica, afin qu'il n'y ait pas de lieu de divertissement à proximité de la cathédrale de la ville. Le projet est confié à Luca Andreoli.
Pendant la Seconde Guerre mondiale, les fresques du plafond et des murs sont protégées contre d'éventuels bombardements aériens. Dans la nuit du 7 mars 1945, lors d'un raid aérien, quelques pièces incendiaires tombent en grappes autour de l'église, deux perforent le toit, mais s'éteignent sur le plancher du premier étage, celui au-dessus de l'Assomption de Giambattista Tiepolo.
Dans les années cinquante, les fresques de son fils Giandomenico subissent des dommages dus aux infiltrations d'eau. Ce n'est qu'en juillet 1965 que commencent les travaux de restauration des fresques endommagées et déchirées, qui sont placées sur des panneaux spéciaux ; elles sont remises en place en 1969. L'ensemble pictural fait l'objet d'une nouvelle intervention conservatrice en 1995.

## Intérieur

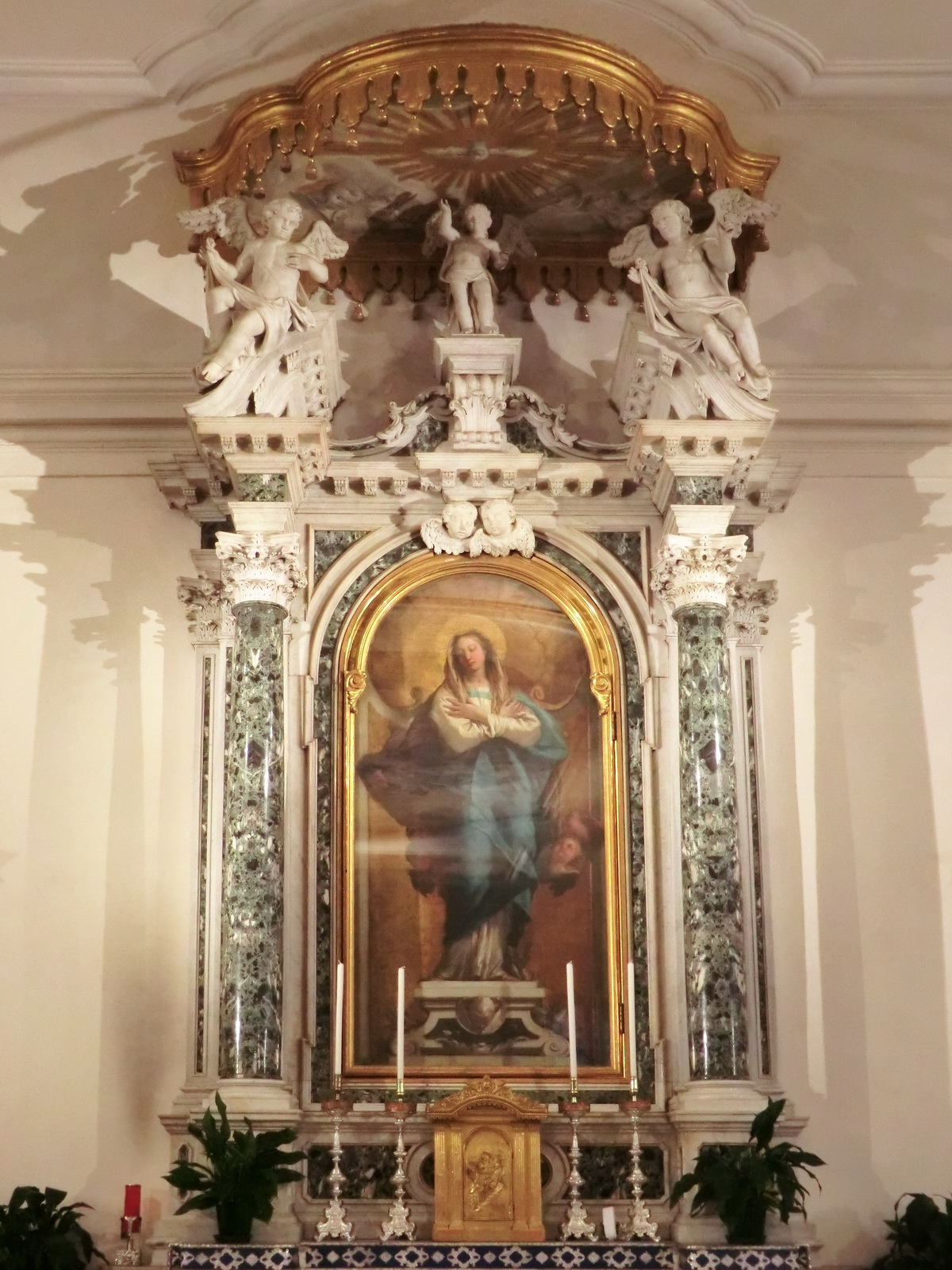
Autel avec l' Immaculée Conception de Giovanni Battista Tiepolo.

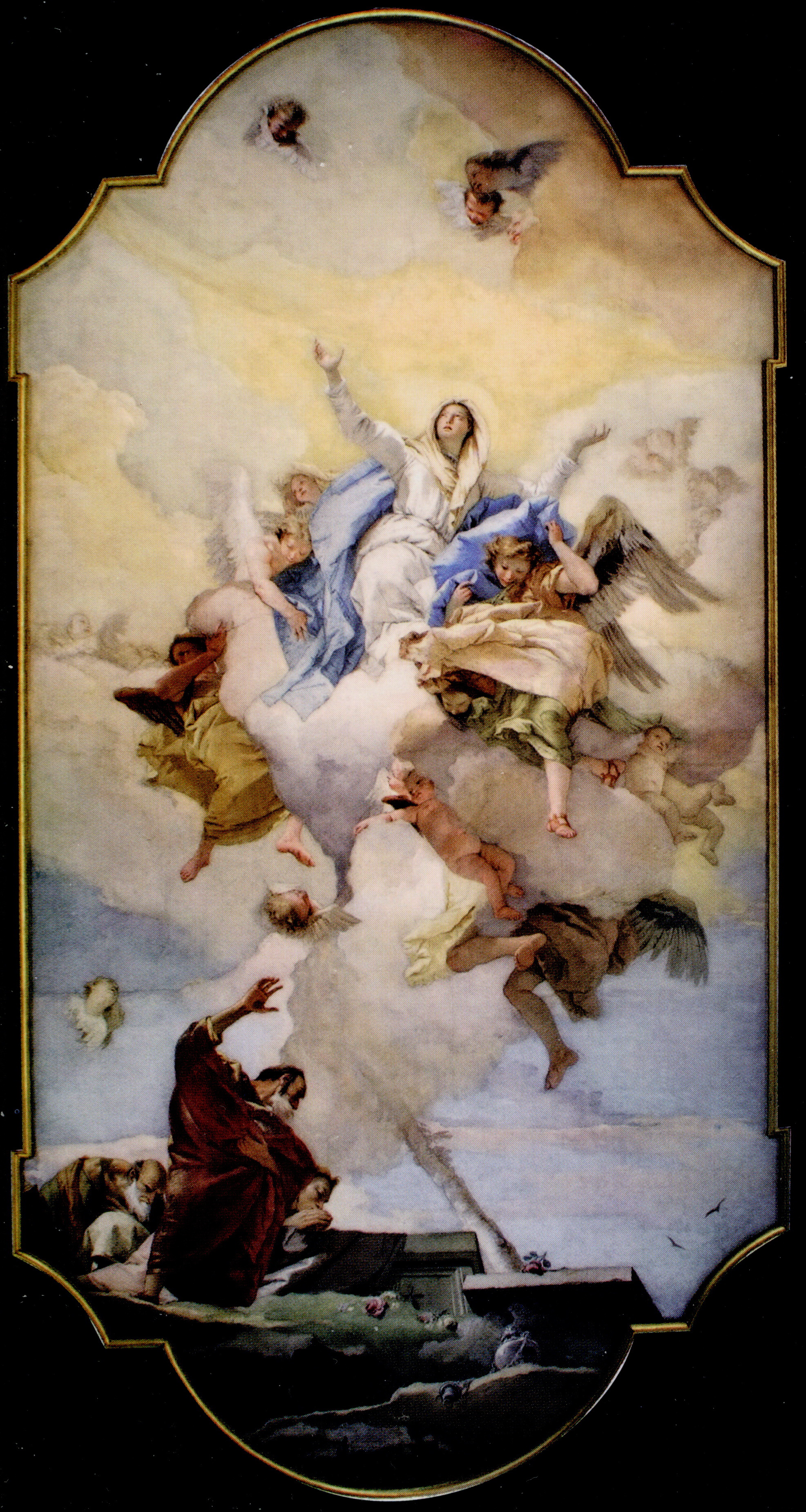
Giovanni Battista Tiepolo, Assomption.

Au plafond, la fresque de l'Assomption est le chef-d'œuvre de la deuxième période d'Udine de Giambattista Tiepolo. L' Assomption est entourée de deux panneaux, l'un supérieur et l'autre inférieur, avec La Gloire des anges. L' Immaculée Conception, une autre œuvre du même artiste, est placée comme retable de l'unique autel.
Le long des murs, les fresques en clair-obscur sur fond d'or sont des œuvres de Giandomenico Tiepolo. Elles représentent huit scènes bibliques :
| Image | Titre                                                | Image | Titre                                             |
| ----- | ---------------------------------------------------- | ----- | ------------------------------------------------- |
|       | Jésus parmi les enfants                              |       | Jésus parmi les docteurs du Temple                |
|       | Le roi Antiochus condamne les sept frères            |       | Jacob bénit les enfants                           |
|       | Les filles d'Israël marchent vers le vainqueur David |       | Entrée à Jérusalem                                |
|       | Nabuchodonosor condamne les enfants à la fournaise   |       | Les loups dévorent les enfants qui insultent Élie |

Sur le côté gauche se trouvent des fonts baptismaux datant de 1480, œuvre de Giovanni di Biagio da Zuglio.